# Synopticon

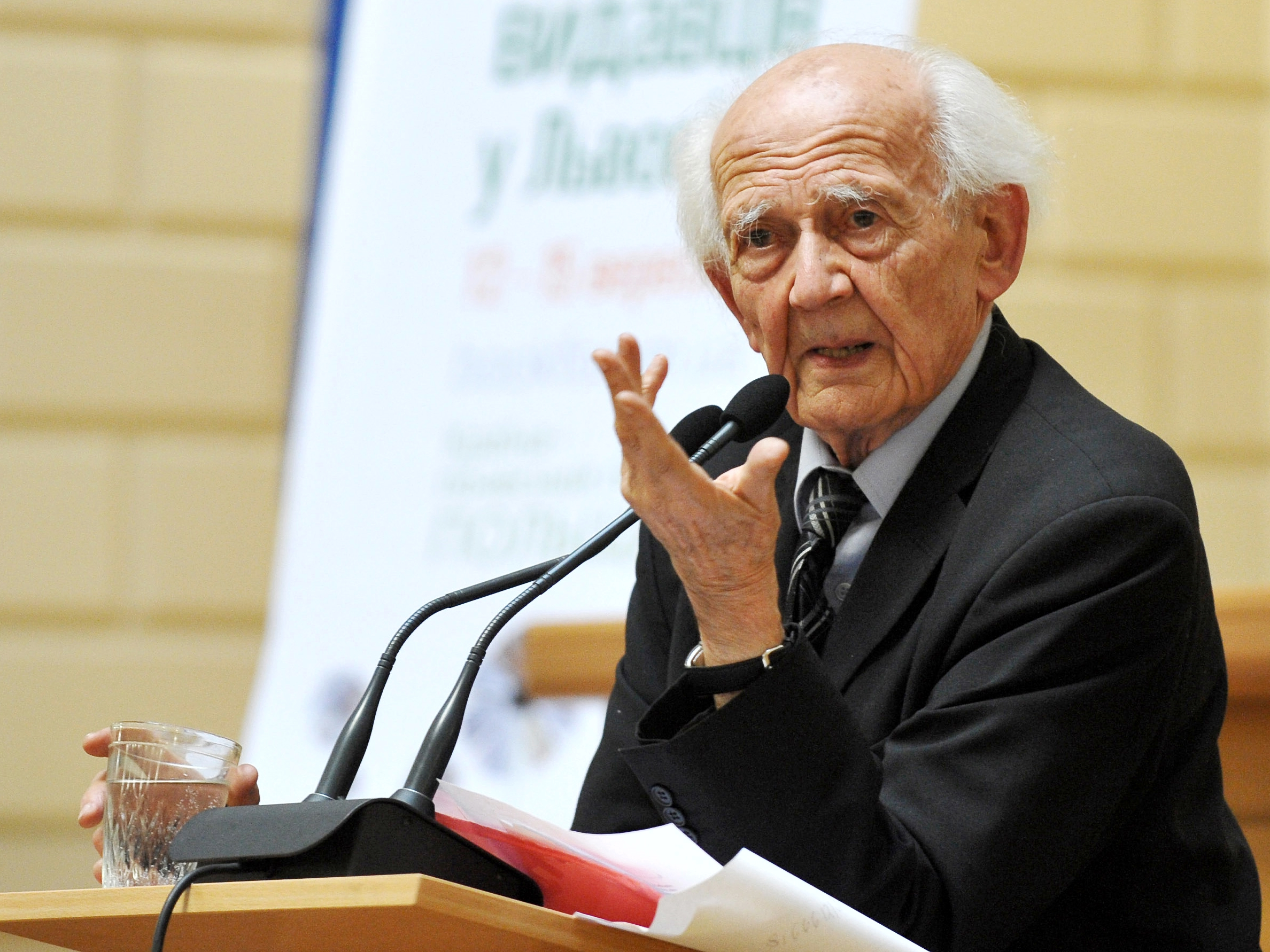
Zygmunt Bauman

Synopticon – odwrócenie panopticonu, wielu obserwuje niewielu. To mechanizm władzy, gdzie przeciętni ludzie oglądają poprzez środki masowego komunikowania tych, których życie ma wymiar globalny, a władza jest doskonale ukryta.

## Funkcjonowanie
Synopticon ma naturę globalną, ponieważ czynność oglądania odrywa patrzących od lokalnej rzeczywistości, przenosząc duchowo, w cyberprzestrzeń, gdzie odległość przestaje mieć znaczenie, nawet jeżeli ciało pozostaje nadal w tym samym miejscu. Nie jest ważne, czy ci, którymi Synopticon rządzi, przekształceni jego mocą z obserwowanych w obserwatorów, zmieniają miejsce pobytu czy nie.
Mogą podłączyć się do pozaterytorialnej sieci, dzięki której wielu ogląda nielicznych i oczywiście tak robią.

## Synopticon w literaturze
W artykule The Viewer Society: Michel Foucault's 'Panopticon' revisited (1997) Thomas Mathiesen przedstawił koncepcję Synoptikonu lub „nadzoru nad nielicznymi przez wielu” jako socjologiczną odwrotność panoptykonu, który Foucault opisał w Discipline and Punish (1975). W szczególności, dzięki swojej koncepcji synoptikonu, Mathiesen podkreślił wpływ telewizji i Internetu na współczesne społeczeństwo. Wczesne obawy Mathiesena w latach 90. dotyczące wzrostu rejestracji danych i tego, jak może to potencjalnie naruszać prywatność osobistą w społeczeństwie, zostały uznane za nowatorskie poglądy w tamtym czasie.
Pojęcia synopticon użył również Zygmunt Bauman w książce pt. Globalizacja, zwracająć uwagę, że synopticon nie wymaga stosowania przymusu – on kusi ludzi, by oglądali. Natomiast nieliczni, których się ogląda, podlegają starannej selekcji. Ludzie globalni są w zasięgu wzroku, a jednocześnie niedostępni, wzniośli, lecz należący do tego świata. Stojąc nieskończenie wysoko, stanowią świetlany przykład, za którym ci gorsi mogą podążać lub przynajmniej marzyć, że go naśladują.